# Holley (Florida)
Holley es un lugar designado por el censo ubicado en el condado de Santa Rosa en el estado estadounidense de Florida. En el Censo de 2010 tenía una población de 1.630 habitantes y una densidad poblacional de 136,96 personas por km².

## Geografía
Holley se encuentra ubicado en las coordenadas 30°27′11″N 86°54′16″O / 30.45306, -86.90444. Según la Oficina del Censo de los Estados Unidos, Holley tiene una superficie total de 11.9 km², de la cual 9.19 km² corresponden a tierra firme y (22.74%) 2.71 km² es agua.

## Demografía
Según el censo de 2010, había 1.630 personas residiendo en Holley. La densidad de población era de 136,96 hab./km². De los 1.630 habitantes, Holley estaba compuesto por el 91.84% blancos, el 2.27% eran afroamericanos, el 0.86% eran amerindios, el 1.23% eran asiáticos, el 0.25% eran isleños del Pacífico, el 0.8% eran de otras razas y el 2.76% pertenecían a dos o más razas. Del total de la población el 3.25% eran hispanos o latinos de cualquier raza.